# Neolampedusa
Neolampedusa is een kevergeslacht uit de familie van de boktorren (Cerambycidae). De wetenschappelijke naam van het geslacht werd voor het eerst geldig gepubliceerd in 2005 door Monné.

## Soorten
Neolampedusa omvat de volgende soorten:
- Neolampedusa lateralis (Thomson, 1868)
- Neolampedusa obliquator (Fabricius, 1801)